# Balcarce (Buenos Aires)
San José de Balcarce is een plaats in het Argentijnse bestuurlijke gebied Balcarce in de provincie Buenos Aires. De plaats telt 42.039 inwoners.
Het Autodromo Juan Manuel Fangio is hier gelegen.

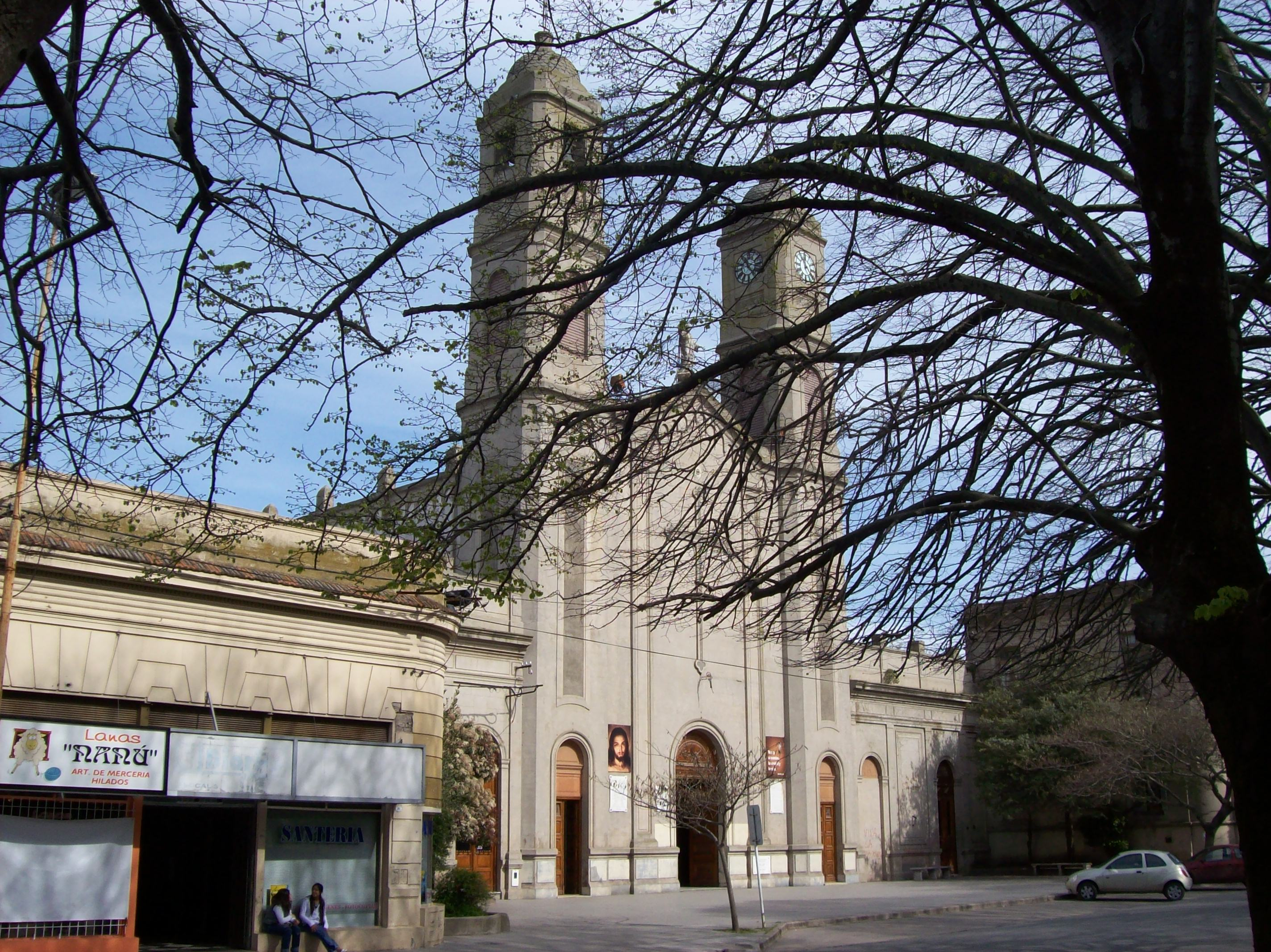
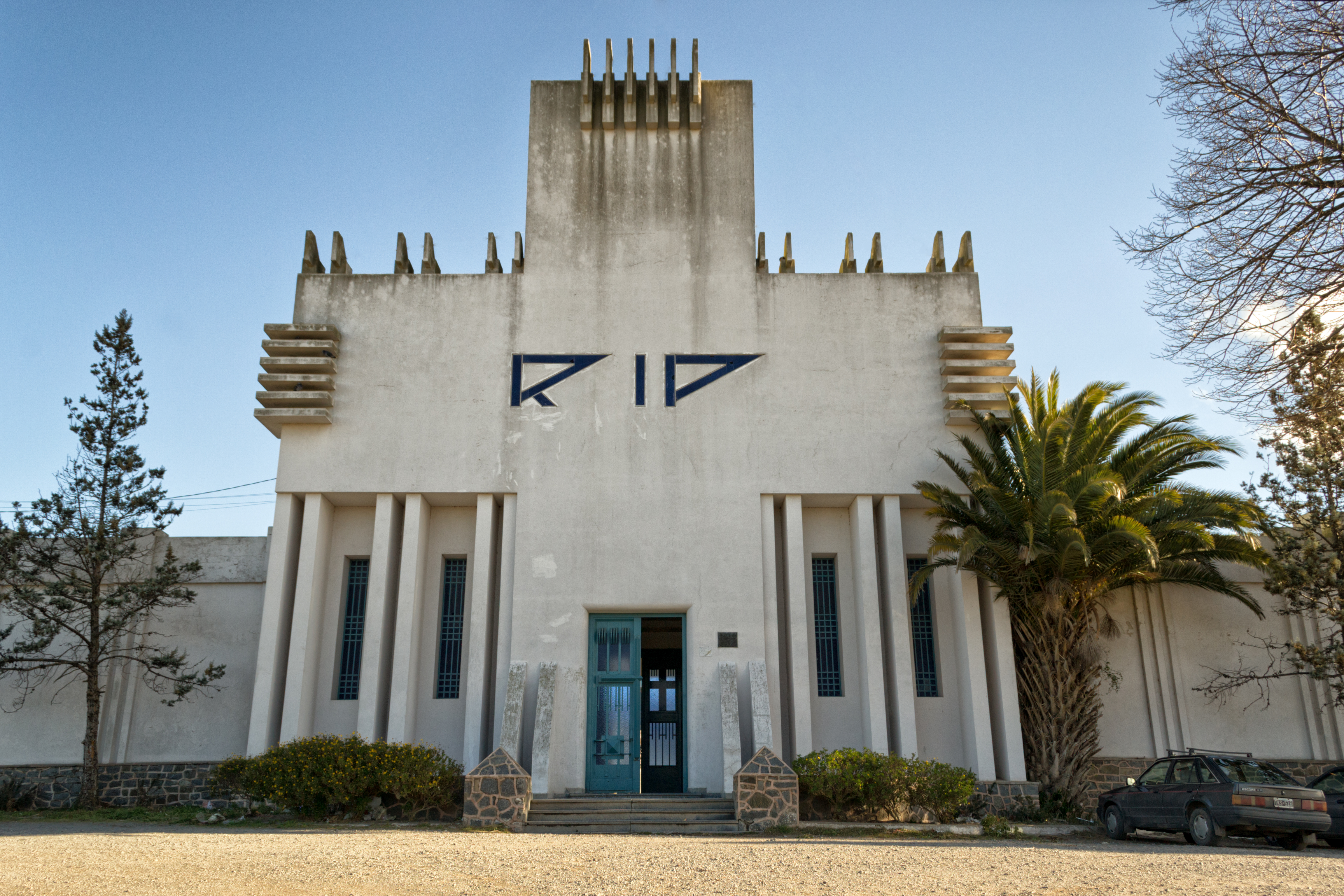
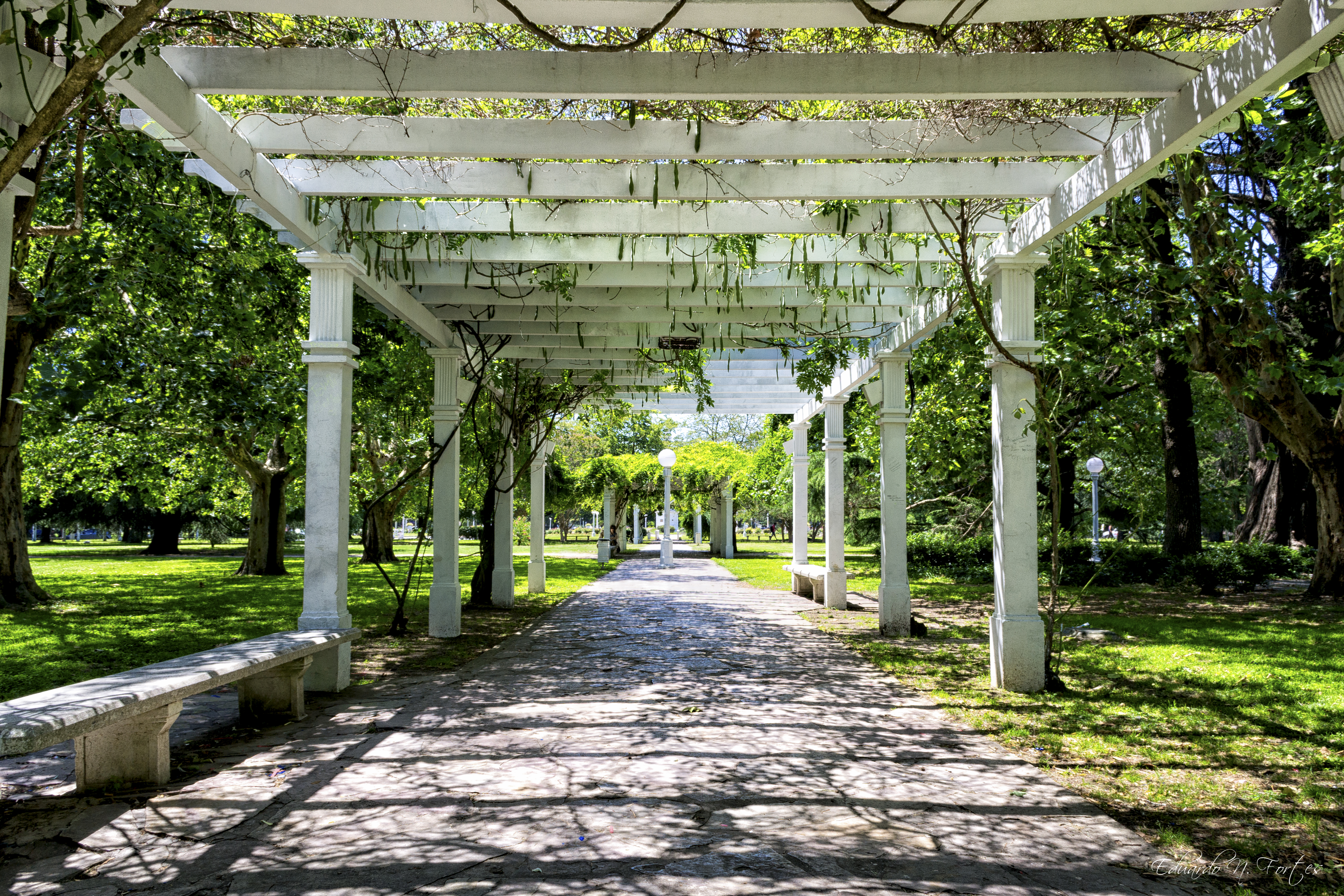
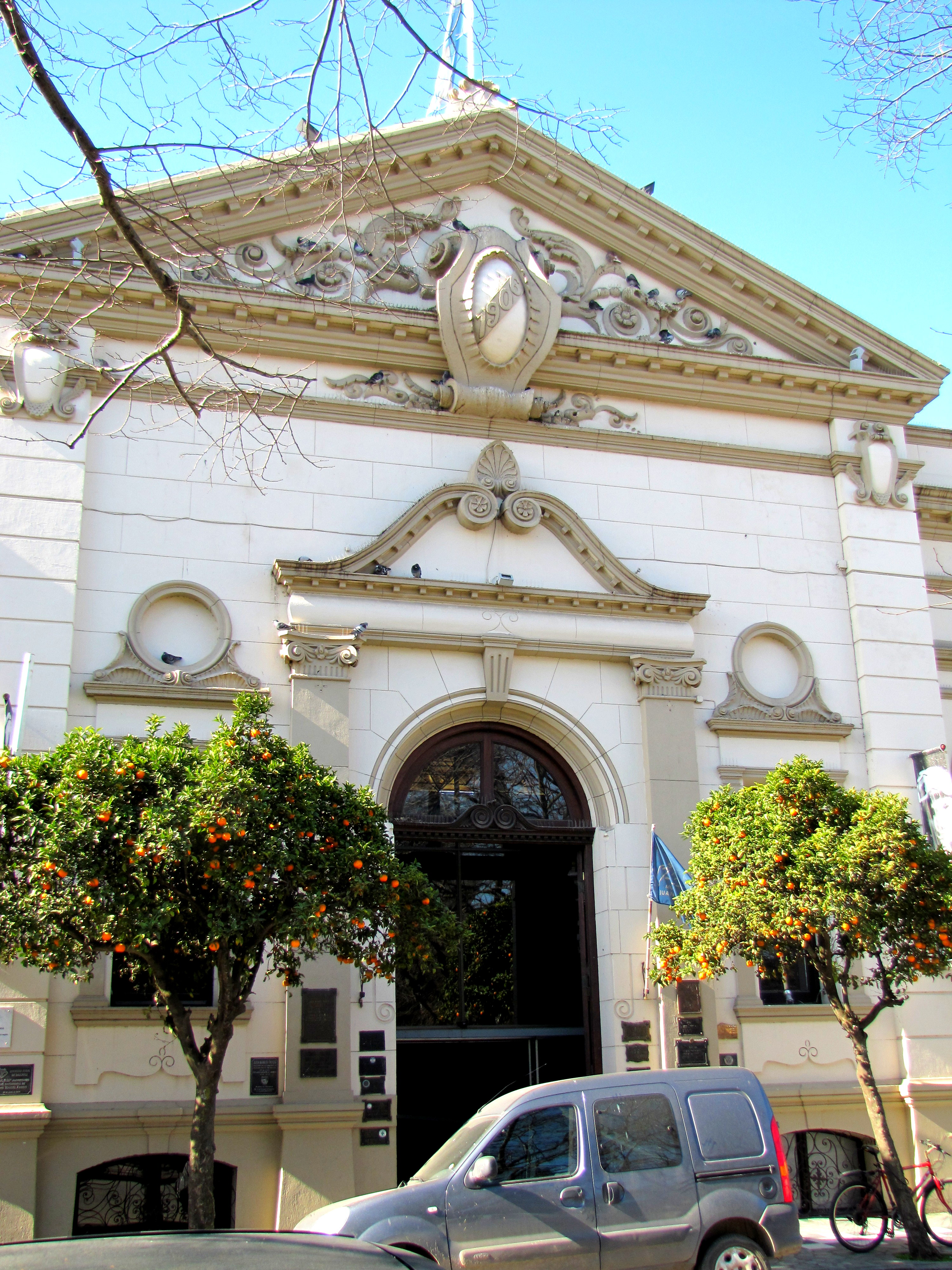